# Huta-Perejma
Huta-Perejma (ukr. Гута-Перейма) – wieś na Ukrainie, w obwodzie rówieńskim, w rejonie sarneńskim. W 2001 roku liczyła 98 mieszkańców.